# Onthophagus altivagans
Onthophagus altivagans é uma espécie de inseto do género Onthophagus da família Scarabaeidae da ordem Coleoptera. Foi descrita em 2004 por Howden & Génier.